# Парк культуры и отдыха имени 500-летия г. Чебоксары
Парк культуры и отдыха имени 500-летия города Чебоксары расположен в г. Чебоксары. Площадь — 87 га.
В парке функционируют аттракционы, закончено строительство теплой конюшни, сцены, открыта площадка для проката роликовых коньков, благоустроены клумбы и установлены 12 скамеек, работает торговый павильон. В парке также имеется футбольное поле.
Полное наименование юридического лица — оператора парка (2016): Муниципальное автономное учреждение «Парк культуры и отдыха имени 500-летия г. Чебоксары» муниципального образования города Чебоксары.

## История
В 1969 году возникла идея в честь 500-летия города Чебоксары на возвышенном берегу Волги в районе Чернышевского оврага заложить новый городской парк. 18 апреля 1974 года решением Чебоксарского городского исполкома был утвержден генеральный план и проект городского парка культуры и отдыха. Открытие парка имени 500-летия Чебоксар состоялось 5 января 1978 года.
Долгое время парк являлся филиалом центрального парка культуры и отдыха «Лакреевский лес». С января 1987 года парк перешел на самофинансирование.
28 сентября 2017 года МАУ «Парк культуры и отдыха имени 500-летия г. Чебоксары» было ликвидировано постановлением главы администрации города Чебоксары Ладыковым.
В настоящее время на территории бывшего Парка культуры и отдыха имени 500-летия г. Чебоксары недавно построен этнокомплекс «Амазония» со следующими объектами:
- «Лестница влюблённых» и Озеро счастья
- Административно-развлекательный комплекс с рестораном чувашской кухни «Шывармань»;
- Аквапарк «Амазонлэнд» с летней аква-зоной «Amazonia»;
- Гостиничный комплекс «Амазонлэнд»;
- Спортивно-развлекательный комплекс «Амазония»;
- Город аттракционов;
- Причал катеров и яхт (марина) с благоустройством набережной;
- Этнографический комплекс «Тухья» (музей истории чувашского народа и чувашской культуры);
- Центральная аллея героев народного эпоса со свето-музыкальным фонтаном;
- Двухуровневый каток и лыжные трассы (в зимнее время).
- Административно-развлекательный комплекс

## Аллея Поколений
В 2004 году к 80-летию органов власти г. Чебоксары на территории парка около остановки общественного транспорта «Студгородок» была заложена Аллея Поколений, где посажены 20 ёлочек. Каждое дерево считается именным, в честь того, кто его посадил.

## Скульптуры
В 2005 году на территорию парка перемещена скульптурная композиция «Дорога на Москву», построенная в 1989 году (автор — скульптор Ф. И. Мадуров).
24 июня 2009 года во время празднования Дня Чувашской республики в парке деятели Чувашского национального конгресса провели национальный чувашский праздник «Акатуй» и установили ритуальную скульптуру, изготовленную из дуба.
На территории парка находится скульптура «Роза мира», выполненная в виде фигур женщин, поднимающих в небо цветок с лепестками-символами различных религий. Памятник посвящён идее интеграции религий, описанной в книге Даниила Андреева «Роза Мира».